# Provedroux
Provedroux est un village de la commune belge de Vielsalm située en Région wallonne dans la province de Luxembourg. 
Il faisait partie, avant la fusion des communes de 1977, de celle de Lierneux et se situait jusqu'alors dans la province de Liège.

## Géographie
Provedroux se trouve sur une crête séparant les vallées de la Salm (un affluent de l’Amblève) et de l'Eau de Ronce (un affluent de la Salm).

## Histoire
La particule de la famille Geubel, très ancienne famille de la bourgeoisie ardennaise, se réfère à ce village, la seigneurie leur ayant appartenu avant de passer par héritage à la famille de Paul. Le premier porteur du nom est Jean Geubel de Provedroux, fils de l'échevin à la haute cour de Montaigu Jean Geubel de Hotton. La branche Geubel de Provedroux porte les armes suivantes : écartelé en sautoir : en chef, d’or à l’aigle éployée de sable, becquée et lampassée de gueules ; à dextre et à senestre, de gueules à une pignate d’or, celle à senestre contournée ; en pointe, d’or à une hamaide de gueules, la pièce inférieure en feuille de scie.[réf. nécessaire]

## Patrimoine
- Le château-ferme Flamang a été construit au début du XVIIIe siècle pour Julien de Paul (1675-1749), écuyer du royaume de France né et décédé à Provedroux. Il est classé[2].
- La ferme Gesnot, classée.
- L'église Saints-Pierre-et-Paul située à l'arrière du cimetière.